# Weimarer Dreieck 1999

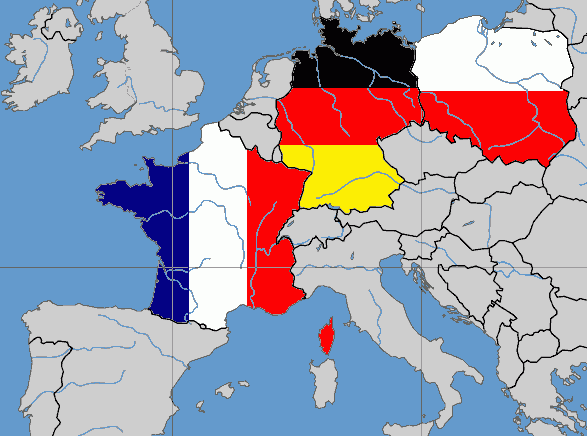
Die Mitgliedsländer des Weimarer Dreiecks

Das 3. Treffen des Weimarer Dreiecks fand am 7. Mai 1999 in Nancy, Frankreich, statt. Anwesend waren der französische Staatspräsident Jacques Chirac, der polnische Präsident Aleksander Kwaśniewski und der deutsche Bundeskanzler Gerhard Schröder.